# Слово и дело. Любимые песни Васи-Совесть
«Слово и дело. Любимые песни Васи-Совесть» — студийный альбом российского рок-исполнителя Александра Ф. Скляра, выпущенный в 2013 году. Пластинка была специально подготовлена к 55-летию артиста и как выразился сам музыкант представляет собой сборник «вещей, которые любит слушать Вася-Совесть, которые живут с ним на протяжении всего пути». Основу альбому послужили старые песни с новой аранжировкой. Также присутствуют 3 новые композиции.

## Список композиций
| №   | Название            | Автор(ы)                             | Длительность |
| --- | ------------------- | ------------------------------------ | ------------ |
| 1.  | «Пилоты»            | Александр Ф. Скляр                   | 3:26         |
| 2.  | «Таня-душа»         | сл. — Ю. Мамлеев, муз. — народная    | 2:49         |
| 3.  | «Не реви!»          | Александр Ф. Скляр                   | 4:30         |
| 4.  | «Секреты»           | Александр Ф. Скляр                   | 3:30         |
| 5.  | «Топот диких коней» | Евгений Головин                      | 4:47         |
| 6.  | «Солдат»            | Александр Ф. Скляр                   | 4:07         |
| 7.  | «Охота на волков»   | Владимир Высоцкий                    | 2:57         |
| 8.  | «Чёрное знамя»      | Александр Ф. Скляр                   | 3:57         |
| 9.  | «Честь по чести»    | Александр Ф. Скляр                   | 3:08         |
| 10. | «Не для меня»       | сл. — А. Молчанов, муз. — Н. Девитте | 5:27         |
| 11. | «Вася-Совесть»      | Александр Ф. Скляр                   | 4:35         |
| 12. | «Не бросай!»        | Елена Юданова                        | 4:40         |

## Участники записи
- Александр Ф. Скляр — вокал, гитара
- Денис Скопин — гитара, бэк-вокал
- Алексей Рыславский — бас-гитара, контрабас, бэк-вокал
- Александр Белоносов — клавишные, бэк-вокал
- Николай Балакирев — барабаны, бэк-вокал
- Рушан Аюпов — баян
- Николай Девлет-Кильдеев — электрическая гитара (12)
- Алексей Гончаров — бас-гитара (12)
- Александр Белоносов — звук